# Enfant terrible
Enfant terrible (иногда это крылатое выражение встречается в русской транслитерации — анфа́н тери́бль или анфа́н терри́бль) — несносный (избалованный, капризный, озорной, непоседливый) ребёнок, происходит от французского выражения, появившегося в XIX веке, которое буквально означает «ужасный ребёнок». В научных изданиях enfant terrible классифицируется как пример фразеологизма-варваризма — устойчивого оборота, попавшего в русский язык из различных западноевропейских языков без перевода.

## Смысл выражения
В основе крылатого выражения лежит специфика поведения ребёнка, причиняющего беспокойство окружающим своими капризами. Так говорят о ребёнке, способном по своей наивности сказать или спросить то, что взрослые пытаются скрыть. Как правило, речь идёт о таком поведении, которое выделяет данного ребёнка среди сверстников. Психологи выявляют причины подобного поведения: 1) потребность во внимании со стороны взрослого и в общении с близким человеком, 2) отсутствия умения общаться с окружающими, 3) проверка границ дозволенного взрослыми личного пространства для роста и развития, 4) «кризис трёх лет» — именно в этом возрасте, по мнению некоторых психологов, личность ребёнка претерпевает резкие изменения, у него развивается индивидуальность, вызывающая манера поведения становится формой её самоутверждения, 5) синдром дефицита внимания и гиперактивности. В этом смысле применяет выражение М. Е. Салтыков-Щедрин: «А у папки денески все валёванные! — кричит старший сынишка, род enfant terrible, которого какой-то желчный господин научил повторять эту фразу».
Крылатое выражение в настоящее время обычно используется в переносном смысле — человек (уже взрослый, но сохранивший поведение ребёнка), ставящий других в неловкое положение, смущающий их своим поведением, доставляющий массу проблем, предмет всеобщей тревоги и беспокойства, в этом смысле оно характеризует провокационное эксцентрическое поведение. При этом человек может действовать как сознательно, так и бессознательно. Пример подобного употребления выражения: «Во многих отношениях гражданин Соединенных Штатов совершенный enfant terrible. Он чутьём угадает, что вы европеец и зальёт вас потоками оскорбительного хвастовства» (Дружинин А. В. «Английский наблюдатель в Северной Америке», 1863).
Также может быть сказано о человеке, смущающем окружающих своей детской прямотой и откровенностью, а также о человеке чудаковатом.
В настоящее время образ также часто применяется к молодым и успешным людям (в области искусства, культуры, моды и спорта), которые шокируют своими новыми подходами, лёгкими успехами, или пренебрежением к традициям. В кембриджском словаре: «известный или успешный человек, который любит шокировать людей». В Копенгагене с ноября 2013 года издаётся художественный журнал «Enfant terrible», который ставит задачу смотреть на мир глазами наивного и непосредственного ребёнка.

## Происхождение выражения и его исследование
Вопрос о происхождении выражения остаётся открытым. Оксфордский словарь английского языка осторожно указывает на середину XIX века во Франции как время появления данного выражения. Георг Бюхман предположил, что оно получило широкое распространение во Франции после публикации художником-карикатуристом Полем Гаварни серии «Ужасные дети» (фр. «Les Enfants Terribles», 1838—1842)
«Les Enfants Terribles» — серия из 50 литографий художника, однако № 50 в публикации отсутствует, размер — 34 на 26 сантиметров. Серия привлекла внимание современников, но получила неоднозначные отклики:

Гаварни по сути своей вовсе не сатирик; он чаще льстит, чем язвит, он поощряет, а не осуждает. Как и от всех литераторов — а Гаварни тоже литератор, — от него исходит легкий душок извращённости. Благодаря очаровательному лицемерию и могущественной тактике недомолвок ему всё дозволено. Подчас, когда его цинизм выступает со всей откровенностью, художник драпирует его в изящные одежды и, потакая легкомыслию публики, делает её своей сообщницей.
— Шарль Бодлер. О некоторых французских карикатуристах
Большой толково-фразеологический словарь Морица Михельсона следует мнению Бюхмана. В этом же смысле трактует происхождение выражения А. Л. Саккетти в своей книге «Эстетика в общедоступном изложении».
Дальнейшее распространение выражение получило уже в XX веке благодаря роману «Les Enfants Terribles» (обычно переводится на русский язык как «Трудные дети» или «Ужасные дети») 1929 года французского сюрреалиста Жан Кокто. На основе этого романа был поставлен одноимённый фильм Жана-Пьера Мельвиля и создана в 1996 году опера Филиппа Гласса под этим же названием. Этот же сюжет был переработан Гилбертом Адэром и воплощён Бернардо Бертолуччи в фильме «Мечтатели» (2003).
Словарь Merriam-Webster отмечает, что первоначально в Великобритании выражение применялось исключительно к детям и могло входить в лексику наёмных работниц, которые присматривали за детьми. В середине XIX века оно уже прочно вошло в английский язык и обозначало в нём непредсказуемость детей, смущавшую взрослых. С 1930-х годов это выражение имело в английском языке значительно более широкое применение — несносным ребёнком мог быть кто угодно независимо от возраста, важно было, что его поведение шокировало окружающих. В конце XIX века в США выходил сатирический журнал «Enfant Terrible!».
В России выражение «Enfant terrible» получило распространение уже в середине XIX века, уже тогда оно употребляется по отношению к взрослым людям. Оно встречается в произведениях Михаила Салтыкова-Щедрина и Льва Толстого: «И сквозь мутную воду, столь тщательно собираемую нашею положительно-нигилистическою беллетристикою из всех петербургских подземных труб, видно нечто такое, что заставляет наших enfants terribles сороковых годов останавливаться в недоумении и прерывать начатую фразу на полуслове» (М. Салтыков-Щедрин «Напрасные опасения»); «Это была княгиня Мягкая, известная своей простотой, грубостью обращения и прозванная enfant terrible» (Л. Толстой «Анна Каренина»). Встречается также выражение еnfant terrible et gâté — избалованный и бедовый ребёнок:

Кузен Пьер, или иначе Пётр Петрович Фетидов, розовенький брюнет с маленькими глазами, с пробором посреди лба, похожий на подгулявшую гризетку в мужском платье, был enfant terrible et gâté столицы.
— А. К. Шеллер-Михайлов «Господа Обносковы»
Иногда enfant terrible выступает в современном русском языке синонимом выражения «вождь краснокожих» по названию рассказа американского писателя О. Генри. В литературе исключительное положение «ужасного ребёнка» рядом с «нормальными» персонажами ставило его в центр повествования многих сказочных и приключенческих повестей — зачастую это главные герои книги, вокруг которых строится весь сюжет литературного произведения: Том Сойер, Незнайка, Буратино.
В научной литературе данное выражение не становилось предметом пристального и детального анализа. В диссертации «Французские стереотипы в русском интерлингвальном дискурсе» Кучминская Н. Р. походя затрагивает проблему значения enfant terrible в современном русском языке. Кряквин В. Ю. в своей диссертации отмечает, что еnfant terrible входит в число тридцати часто используемых в немецком языке фразеологизмов (они составляют 10 % от общего количества «живых» интеллектуальных фразеологизмов немецкого языка).
Шанский Н. М. отмечает, что enfant terrible вытесняется более употребительной однозначной русской фразеологической калькой «ужасный ребёнок».
- Поль Гаварни (1804—1844). Литография. Серия «Les Enfants Terribles», около 1840
- Поль Гаварни. Литография. Серия «Les Enfants Terribles», около 1840
- Поль Гаварни. Серия «Les Enfants Terribles» № 10, около 1840
- «Enfant Terrible!», обложка № 1 журнала (1 апреля 1898)

## Enfant terrible в неевропейских культурах
«Несносный ребёнок», также именуемый в научной литературе «enfant terrible», является персонажем в сказках и мифах многих западно-африканских культур, например на языках бамана (в центре западной части Республики Мали) и мандинка (на юге Гамбии, севере и северо-востоке Гвинейской Республики, западе Мали, в Республике Кот-д’Ивуар, Сенегале и Гвинее-Бисау). Обстоятельства их появления на свет необычны, а развитие значительно более быстрое, чем у обычных людей. Признаки такого ребёнка — сверхъестественные силы и эксцентричность поведения, ужасные дети отличаются агрессивным поведением, часто несущим разрушение, или расположенностью к самоубийству. В зависимости от обстоятельств они могут в конечном итоге вернуться к божественному миру, из которого они приходят, или эволюционировать к манере поведения нормального человека. Их действия, явно абсурдные, по мнению французского исследователя Жака Шеврие интерпретируются в сознании аудитории как признаки высшего знания.